# Iglica (architektura)
Iglica – zwieńczenie wieży lub hełmu w formie wysmukłego ostrosłupa lub stożka. Czasem iglicą nazywany jest również dach wieżowy o dużej wysokości.
W okresie gotyku wykonywano iglice ceglane lub kamienne, często ażurowe, dla baroku charakterystyczne były iglice miedziane wieńczące hełmy. Iglice były również często stosowane w architekturze rosyjskiej.

## Galeria

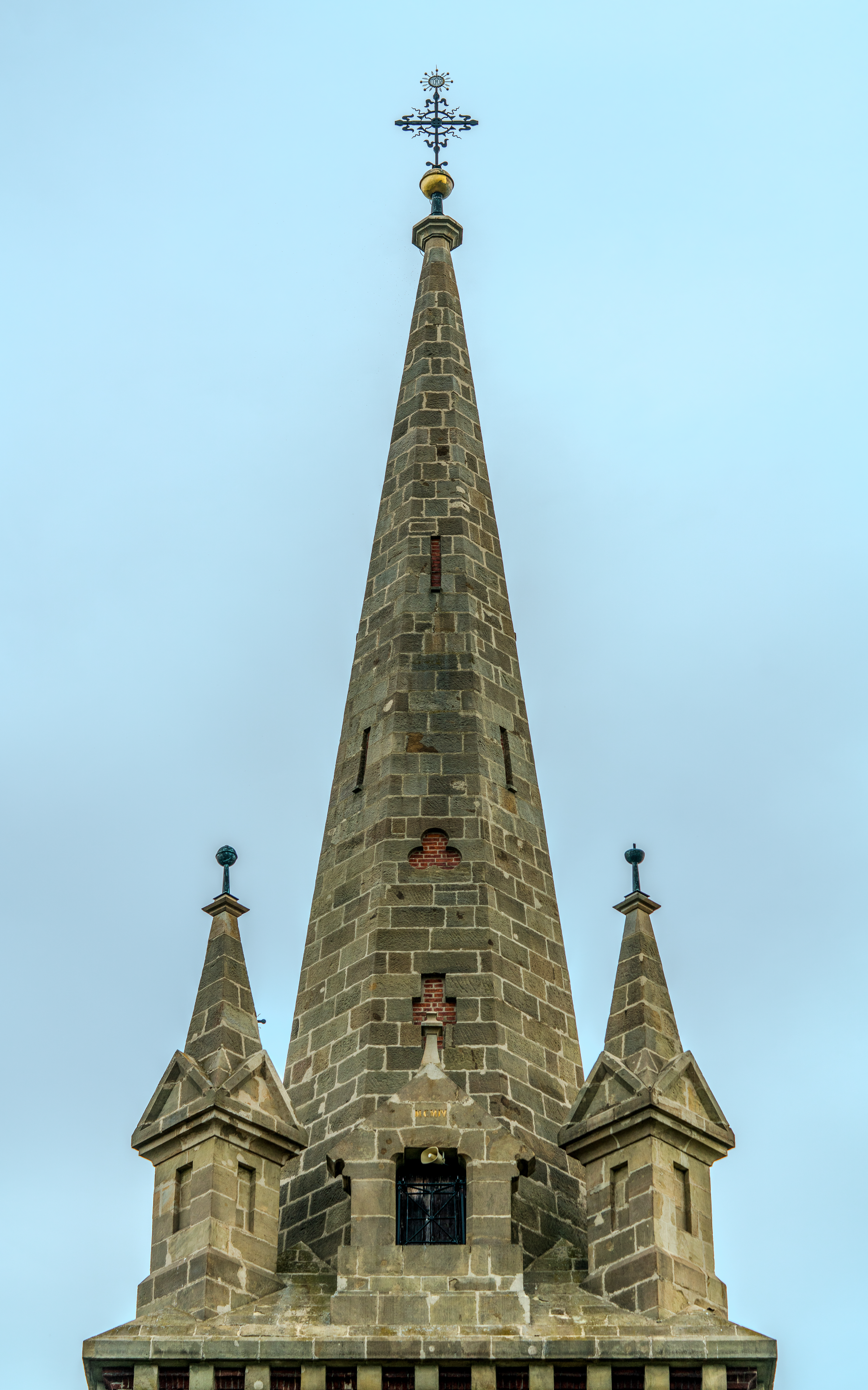
Kamienna iglica kościoła w Cieklinie
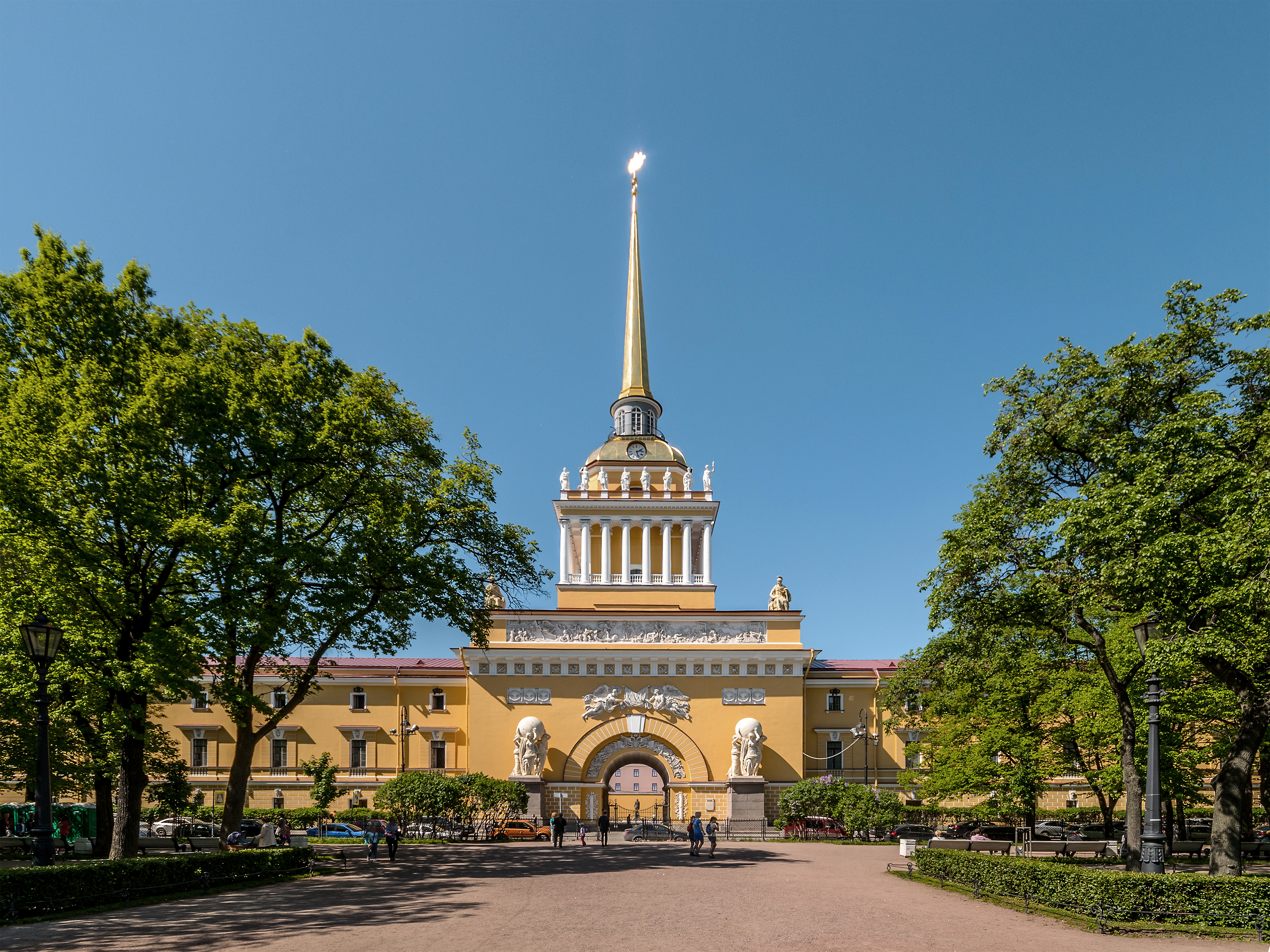
Zwieńczony iglicą budynek Admiralicji w Sankt Petersburgu
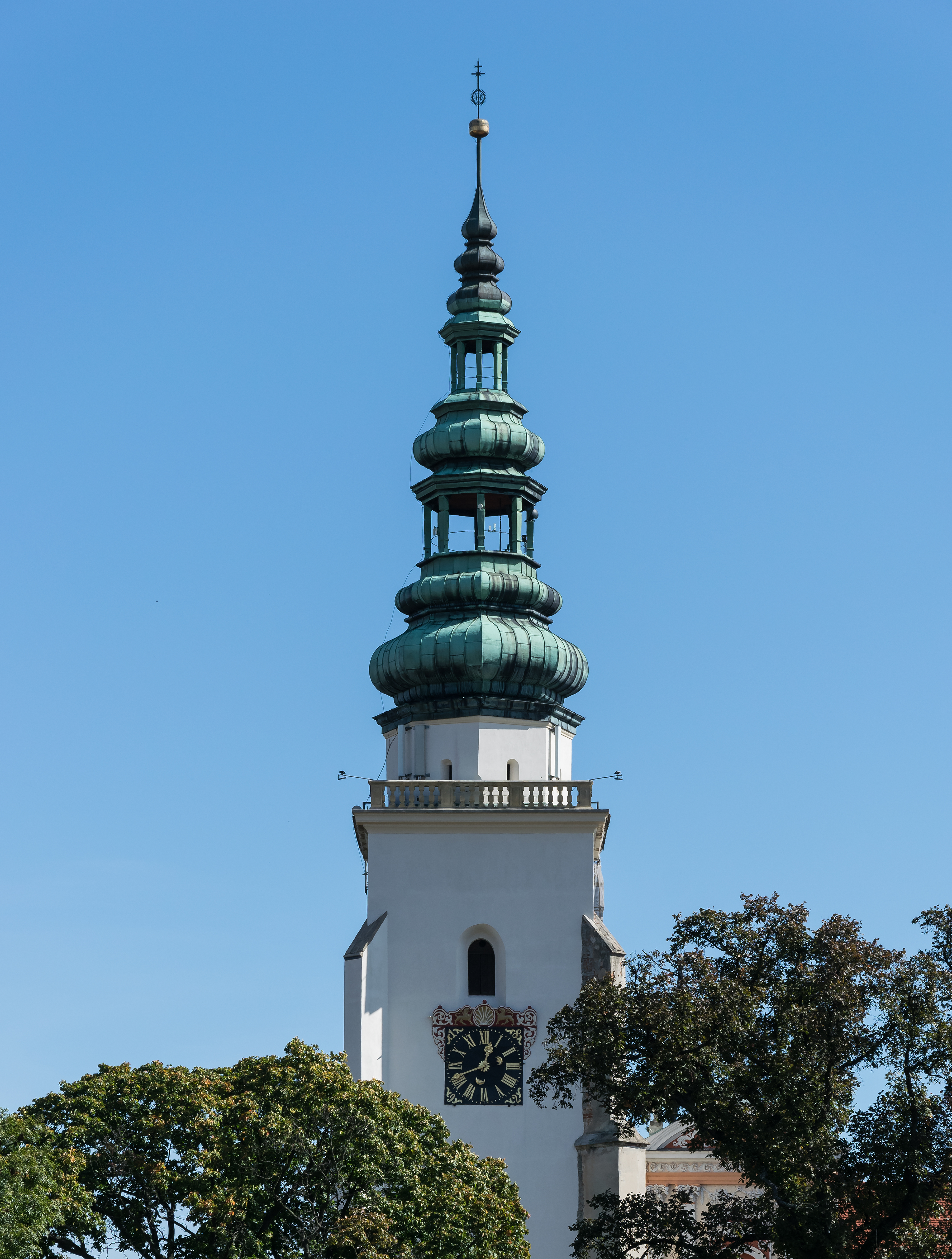
Hełm kościoła Wniebowzięcia NMP i św. Jana w Henrykowie